# Zofia Głombiowska
Zofia Jolanta Głombiowska (ur. 1949)  – polski filolog, prof. dr hab., do 2015 roku kierownik Katedry Filologii Klasycznej Wydziału Filologicznego Uniwersytetu Gdańskiego.
W 1990 habilitowala się, zaś w 2003 r. otrzymała tytuł naukowy profesora nauk humanistycznych.
Specjalizuje się w literaturze staropolskiej (szczególnie poezji Jana Kochanowskiego), greckiej, rzymskiej oraz literaturze łacińskiej średniowiecza, renesansu i baroku (w tym literaturze powstałej w Gdańsku). 

## Publikacje książkowe
- Elegie łacińskie Jana Kochanowskiego. Dwie wersje, Warszawa 1981.
- Łacińska i polska muza Jana Kochanowskiego, Warszawa 1988.
- Człowiek i świat w poezji starożytnych Greków i Rzymian, Gdańsk 1994.
- W poszukiwaniu znaczeń. O poezji Jana Kochanowskiego, Gdańsk 2001.
- Jan Kochanowski, Carmina Latina. Poezja łacińska. Pars prior Imago phototypica – transcriptio. Część I Fototypia-transkrypcja, Edidit, praefatione et apparatu critico instruxit Wydała i wstępem poprzedziła Zofia Głombiowska, Gdańsk 2008 (Wydawnictwo UG).
- Jan Kochanowski, Carmina Latina. Poezja łacińska. Pars altera Index verborum et formarum Część II Indeks wyrazów i form. Fecit Zofia Głombiowska Stephania Głombiowska adiuvante. Opracowała Zofia Głombiowska przy współudziale Stefanii Głombiowskiej, Gdańsk 2008 (Wydawnictwo UG).